# Allister Colvin Baillie
Allister Colvin Baillie, britanski general, * 1896, † 1971.